# Jovan Muškatirović
Jovan Muškatirović, cirill betűkkel: Јован Мушкатировић, magyarosan: Muskatirovics János (Zenta, Bács-Bodrog vármegye, 1743. – Pest, 1809. július 26.) városi tanácsos és ügyvéd Pesten.

## Élete
Középiskoláinak végeztével jogot tanult a pesti egyetemen és ügyvédi oklevelet szerzett 1773. március 10-én. Később Pest város tanácsosa lett.

## Munkái
- Kratkoje razmyslenie oprazdnici. Bécs, 1786. (Gondolatok az ünnepnapok fölött).
- Pritče ili po prostoniu poslovice. Bécs, 1787. (2. kiadás. Buda, 1807. Példák vagy közmondások. Ezen szerb közmondásokat Dobrovsky J. a prágai Slovankában 1815. lenyomatta német fordítással és jegyzetekkel).
- Razsuzdenije o postah. Bécs, 1794. (Szabadelvűleg a bőjtölés ellen).
- Rövid gondolatok azon módok iránt, melyek szerént kedves magyar hazánkat jóféle hússal és hallal állandóan lehetne segíteni s a húsnak fogyatkozását, következendőképen a becsúszott drágaságot eltávoztatni. Buda, 1804. (Ism. Annalen. Wien, 1807).

### Kézirati munkája
- Projectum pro gravaminibus et postulatis Rascianae anno 1790… elaboratum, ívrét 63 lap (a Magyar Nemzeti Múzeumban)